# Ununiform
Ununiform è il tredicesimo album in studio del musicista trip hop inglese Tricky, pubblicato nel 2017.

## Tracce
1. Obia Intro – 1:56
2. Same As It Ever Was (feat. Scriptonite) – 3:46
3. New Stole (feat. Francesca Belmonte) – 3:06
4. Wait For Signal (feat. Asia Argento) – 3:08
5. It's Your Day (feat. Skriptonit) – 2:03
6. Blood of My Blood (feat. Scriptonite) – 3:13
7. Dark Days (feat. Mina Rose) – 2:49
8. The Only Way – 4:51
9. Armor (feat. Terra Lopez) – 2:25
10. Doll[1] (feat. Avalon Lurks) – 3:06
11. Bang Boogie (feat. Smoky Mo & Scriptonite) – 1:18
12. Running Wild (feat. Mina Rose) – 3:37
13. When We Die (feat. Martina Topley-Bird) – 3:43

## Formazione
- Tricky - voce
- Wim Janssens - chitarra, sintetizzatore
- Leon Schurz - basso
- Muyi Liu - tastiera, piano
- Tom Schneider - sintetizzatore
- Scriptonite - voce (2, 5, 6, 11)
- Avalon Lurks - voce, chitarra (10)
- Francesca Belmonte - voce (3)
- Asia Argento - voce (4)
- Mina Rose - voce, chitarra (7, 12)
- Smoky Mo - voce (11)
- Martina Topley-Bird - voce (13)
- Terra Lopez - voce (9)